# Patagí
Patagí (grec moderne : Παταγή) est une localité située dans le dème d'Orestiáda, dans le district régional d'Évros, dans la périphérie de Macédoine-Orientale-et-Thrace, en Grèce.
La localité appartient au district municipal d'Orestiáda et à la communauté municipale de Neochóri. Selon le recensement de 2021, elle compte 117 habitants.